# Empire (musikalbum)
Empire är det fjärde studioalbumet av det amerikanska progressiv metal-bandet Queensrÿche. Albumet utgavs 1990 av skivbolaget EMI och blev en stor kommersiell framgång och har sålts i mångmiljonupplagor.
Singeln Silent Lucidity blev en hitsingel, och hamnade på plats 9 på Billboard Hot 100 i januari 1991, och blev även Grammy-nominerad.   Även deras musikvideos till Empire och Jet City Woman visades frekvent på MTV.
Queensrÿche turnerade i nästan två år runtom i världen men turnén nådde aldrig Sverige. De spelade albumet Operation: Mindcrime i sin helhet, som filmades och dokumenterades på livealbumet och livevideon Operation: Livecrime, som spelades in i maj 1991 i Madison och i La Crosse.

## Låtförteckning
1. "Best I Can" (Chris DeGarmo) – 5:35
2. "The Thin Line" (DeGarmo, Geoff Tate, Michael Wilton) – 5:43
3. "Jet City Woman" (Tate) – 5:22
4. "Della Brown" (DeGarmo, Scott Rockenfield, Tate) – 7:04
5. "Another Rainy Night (Without You)" (DeGarmo, Jackson, Tate) – 4:29
6. "Empire" (Tate, Wilton) – 5:24
7. "Resistance" (Tate, Wilton) – 4:51
8. "Silent Lucidity" (DeGarmo) – 5:48
9. "Hand on Heart" (DeGarmo, Tate, Wilton) – 5:33
10. "One and Only" (DeGarmo, Wilton) – 5:54
11. "Anybody Listening?" (DeGarmo, Tate) – 7:41

## Medverkande
Queensrÿche-medlemmar
- Geoff Tate – sång, keyboard
- Chris DeGarmo – elgitarr, akustisk gitarr, keyboard, bakgrundssång
- Michael Wilton – elgitarr, akustisk gitarr
- Eddie Jackson – basgitarr, bakgrundssång
- Scott Rockenfield – trummor, percussion, keyboard

Bidragande musiker
- Randy Gane – röst (telefonsvarare spår 6)
- Michael Kamen – orkesterarrangemang (spår 8)
- Robert Bailey – keyboard, programmering

Produktion
- Peter Collins – producent
- James "Jimbo" Barton – ljudtekniker, ljudmix
- Paul Northfield  – ljudtekniker (spår 6)
- Marcus Ramaer – assisterande ljudtekniker
- Tom Hall – assisterande ljudtekniker (spår 6)
- Dan Harjung – assisterande ljudmix
- Bob Ludwig – mastering
- Harold Sinclair – foto